# John Lilley (hokeista)
John Lilley (ur. 3 sierpnia 1972 w Wakefield, Massachusetts) – amerykański hokeista, reprezentant Stanów Zjednoczonych, olimpijczyk.

## Kariera zawodnicza
- Cushing Academy (1989–1991)
- Boston University (1991–1992)
- Seattle Thunderbirds (1992–1994)
- Anaheim Ducks (1993–1995)
- San Diego Gulls (1993–1995)
- Baltimore Bandits (1995-1996)
- Los Angeles Ice Dogs (1995-1996)
- Rochester Americans (1996)
- Providence Bruins (1996-1997)
- Detroit Vipers (1996)
- Düsseldorfer EG (1997-1998)
- Kassel Huskies (1998)
- Schwenninger Wild Wings (1998-2000)
- Long Beach Ice Dogs (2000-2002)

W trakcie kariery występował w ligach USHS, NCAA, WHL, NHL, IHL, AHL, WCHL w Ameryce Północnej oraz w niemieckich rozgrywkach DEL. W sezonie 2000/2011 był testowany przez polski klub Podhale Nowy Targ.
Uczestniczył w turniejach mistrzostw świata juniorów do lat 20 w 1992, zimowych igrzyskach olimpijskich 1994 oraz mistrzostw świata w 1994, 1999.

## Kariera trenerska i działacza
Pełnił funkcję asystenta trenera reprezentacji USA podczas turniejów mistrzostw świata juniorów do lat 18 2004 i 2005.

## Sukcesy
Reprezentacyjne
- Brązowy medal mistrzostw świata juniorów do lat 20: 1992

Indywidualne
- WCHL (2000/2001): Mecz Gwiazd